# Optimización de procesos
La optimización de procesos es la disciplina de ajustar un proceso para optimizar (hacer el mejor uso o el más efectivo) de un conjunto específico de parámetros sin violar alguna restricción. Los objetivos comunes son minimizar el costo y maximizar el rendimiento y/o la eficiencia. Esta es una de las principales herramientas cuantitativas en la toma de decisiones industriales. 
Al optimizar un proceso, el objetivo es maximizar una o más de las especificaciones del proceso, manteniendo todas las demás dentro de sus limitaciones. Esto se puede hacer usando una herramienta de minería de procesos, descubriendo las actividades críticas y los cuellos de botella, y actuando solo en ellos. 

## Áreas
Hay tres parámetros que pueden ajustarse para afectar el rendimiento óptimo: 
- Optimización de equipos

El primer paso es verificar que el equipo existente se está utilizando al máximo, examinando los datos de operación para identificar cuellos de botella en el equipo. 
- Procedimientos de operación

Los procedimientos operativos pueden variar ampliamente de persona a persona o de turno a turno. La automatización de la planta puede ayudar significativamente. Pero la automatización no servirá si los operadores toman el control y ejecutan la planta en forma manual. 
- Control optimización

En una planta de procesamiento típica, como una planta química o una refinería de petróleo, hay cientos o incluso miles de bucles de control. Cada circuito de control es responsable de controlar una parte del proceso, como mantener la temperatura, el nivel o el flujo. 
Si el circuito de control no está correctamente diseñado y sintonizado, el proceso se ejecuta por debajo de su óptimo. El proceso será más costoso de operar y el equipo se desgastará prematuramente. Para que cada circuito de control funcione de manera óptima, la identificación del sensor, la válvula y los problemas de ajuste es importante.  
El proceso de monitoreo y optimización continua de toda la planta a veces se denomina supervisión del rendimiento. 